# Cynodontium decumbens
Cynodontium decumbens là một loài rêu trong họ Dicranaceae. Loài này được Thwaites & Mitt. A. Jaeger mô tả khoa học đầu tiên năm 1880.